# 216省道 (浙江省)
S216省道又名茅石线，是浙江省省道之一条，位于象山县境内，北起茅洋乡柴爿山脚接215省道，经新桥镇，定塘镇、晓塘乡，终于石浦。是象山半岛南部地区陆上交通的主干线。